# The Collectors Club

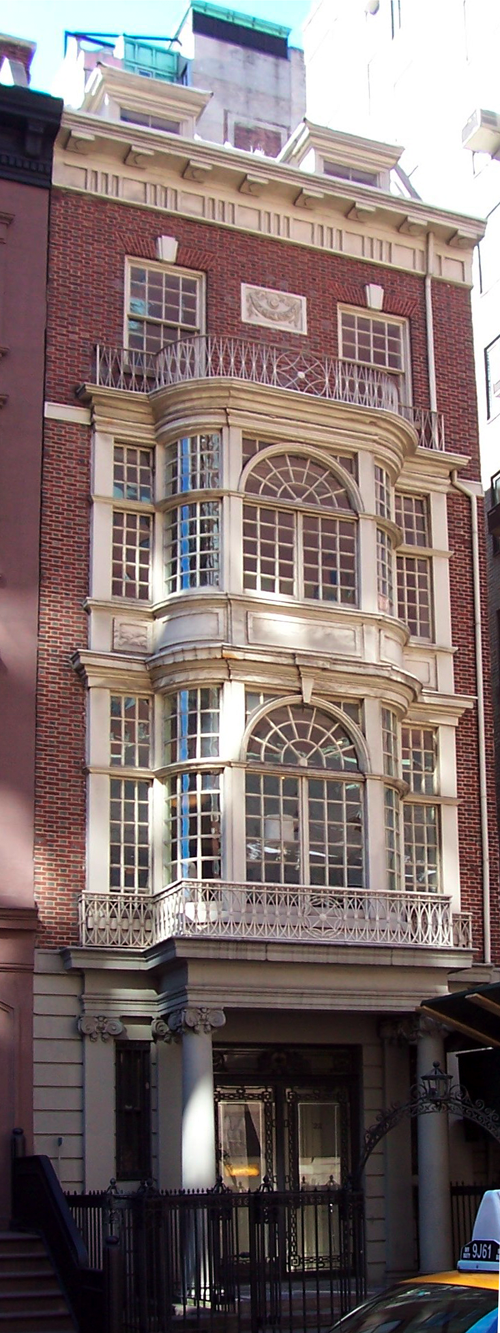
Sede del club, en la 35th Avenida, Nueva York.

The Collectors Club es un club filatélico localizado en Nueva York (Estados Unidos) con la finalidad de promover la filatelia.
Se fundó en 1896 e inicialmente contaba con un centenar de miembros. Entre los fundadores figuraban John W. Scott, John Luff y Charles Mekeel. También figuraron entre sus socios Alfred F. Lichtenstein, Theodore Steinway, Alfred Caspary y Harry Lindquist; Franklin D. Roosevelt fue miembro honorario. En la actualidad (2006) cuenta con 750 miembros y edita la publicación bimensual The Collectors Club Philatelist. La sede de la fundación está desde 1938 en un edificio histórico construido en 1902 por Stanford White en el barrio de Murray Hill. Allí también se sitúa su biblioteca, una de las más bibliotecas filatélicas más completas del mundo con 150.000 volúmenes. En 1952 The Collectors Club instituyó el Premio Alfred F. Lichtenstein para distinguir a un filatelista destacado.